# Castillo Funai

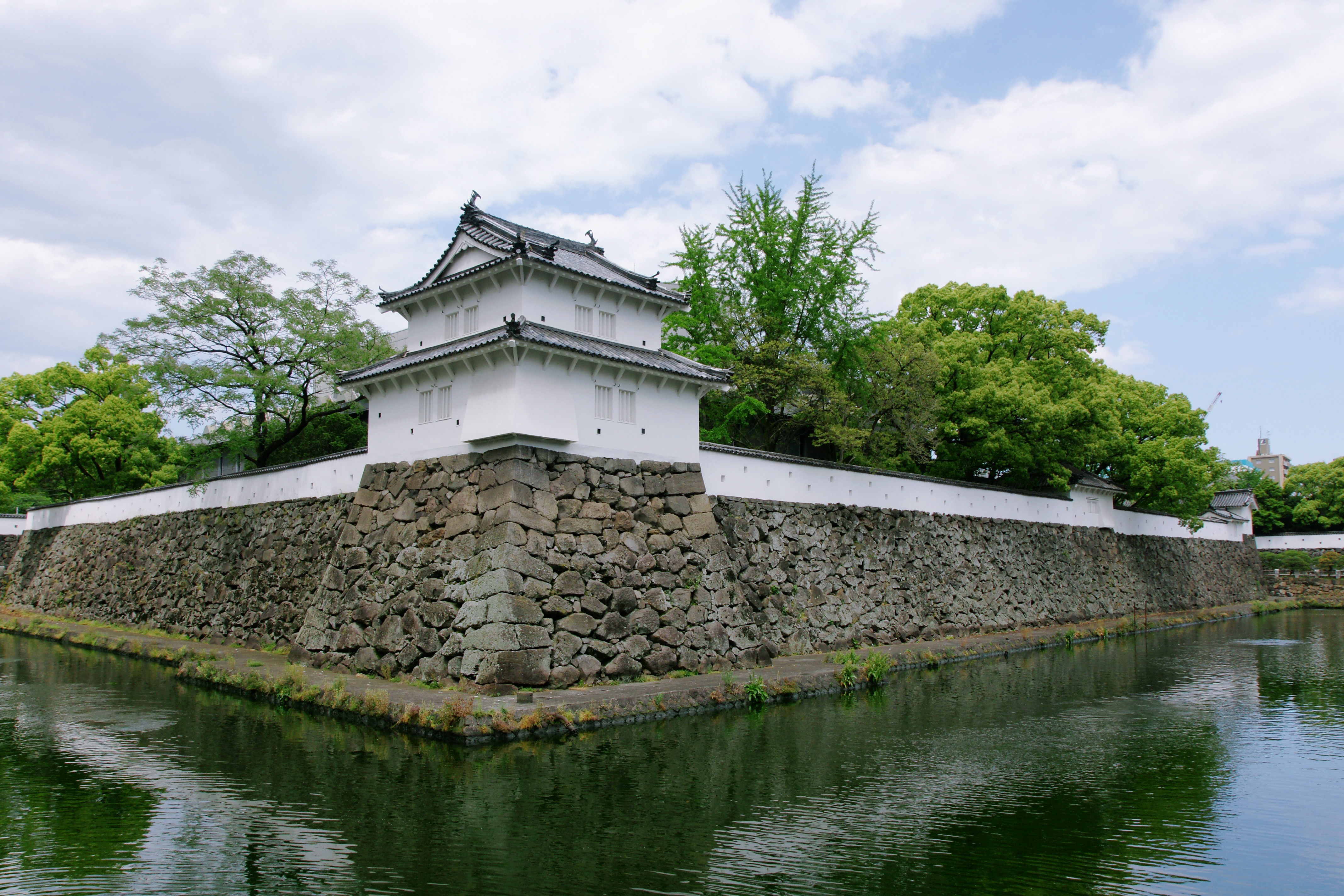
Castillo Funai.

El Castillo Funai (府内城 Funaijō?), también conocido como Castillo Ōita (大分城 Ōitajō?) es un castillo japonés localizado en Ōita, Japón. 
Su construcción fue ordenada directamente por Toyotomi Hideyoshi en el año de 1597 y su edificación concluyó dos años después en abril de 1599. 
El castillo original de tres pisos de altura se incendió completamente junto con sus yagura en el año de 1743, además que algunas construcciones que habían sobrevivido fueron destruidas durante los bombardeos de la Segunda Guerra Mundial.
En el año de 1963, el gobierno de la prefectura de Ōita declara el lugar como Sitio Histórico.
El puente que pasa sobre el foso y las yagura que existen hoy en día son una reconstrucción moderna. Las únicas partes que existen de la construcción original es el propio foso así como parte de la muralla.